# دهه ۸۸۰ (میلادی)
دهه ۸۸۰ (میلادی) دهه هشتاد و هشتم تقویم میلادی است.

## درگذشتگان
‎